# Dorothy Ripley
Dorothy Ripley (ur. 1767 w Whitby, zm. 10 lutego 1832) – angielska kaznodziejka, misjonarka i pisarka. W 1801 przybyła do USA, gdzie spędziła na pracy misjonarskiej trzydzieści lat.
Jej ojcem był William Ripley, bliski współpracownik Johna Wesleya.
12 stycznia 1806 wygłosiła kazanie podczas nabożeństwa, które odbyło się w Capitol Building. W nabożeństwie uczestniczył między innymi prezydent USA Thomas Jefferson.